# Baden-Württemberg
Baden-Württemberg (tiếng Đức: [ˌbaːdn̩ˈvʏʁtəmbɛʁk] ⓘ) là bang lớn thứ ba về diện tích và dân số của nước Cộng hòa Liên bang Đức.
Baden-Württemberg nằm trong miền tây-nam của Đức, giữa Bodensee và sông Rhein về phía nam, Odenwald và sông Main về phía Bắc. Các bang lân cận là Rheinland-Pfalz, Hessen và Bayern. Baden-Württemberg có ranh giới với các bang Tyrol, Voralberg của Áo, các bang Thurgau, Schaffhausen, Zürich, Basel-Landschaft, Basel-Stadt của Thụy Sĩ về phía nam và với vùng Grand Est của Pháp về phía tây. Bang này được hình thành vào năm 1952 khi các bang Württemberg-Baden, Baden và Württemberg-Hohenzollern nhập lại thành một.
Baden-Württemberg là trung tâm của công nghiệp ô tô (DaimlerChrysler, Porsche, Robert Bosch GmbH) với nhiều trụ sở tại Stuttgart, Sindelfingen, Neckarsulm, Mannheim, Rastatt, Gaggenau và Ulm. Nhiều doanh nghiệp ngành công nghiệp chế tạo máy cũng có trụ sở trong Baden-Württemberg (Trumpf, Heidelberger Druckmaschinen, Festo, Voith, Liebherr, Röhm). Tại Walldorf là trụ sở chính của doanh nghiệp phần mềm lớn nhất châu Âu: SAP AG.
Tỷ lệ người thất nghiệp 5,5 % (tháng 2006) là tỷ lệ thấp nhất trong nước Đức.

## Hành chính
Cac vùng hành chính tại Baden-Württemberg: Freiburg, Karlsruhe, Stuttgart, Tübingen